# I Korpus Unii

I Korpus Unii – jeden z korpusów armijnych wprowadzonych w armii federalnej podczas wojny secesyjnej.
Podczas wojny korpus o takim numerze występował w trzech różnych armiach Unii:
- w Armii Ohio dowodził nim gen. Alexander McDowell McCook, korpus ten istniał w okresie od 29 września 1862 do 5 listopada 1862
- w Armii Mississippi dowodził nim gen. George W. Morgan, korpus ten istniał w okresie od 4 stycznia 1863 do 12 stycznia 1863
- w Armii Potomaku korpus o takim numerze istniał zdecydowanie dłużej niż dwa wyżej wymienione (13 marca 1862 – 24 marca 1864) i był jednym z ważniejszych korpusów  Armii Potomaku. Jego dzieje są przedstawione niżej w niniejszym artykule.

## I Korpus Unii (Armia Potomaku)[1]

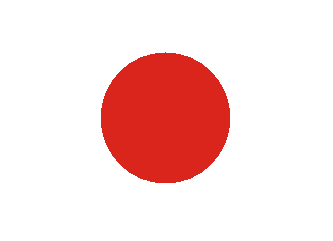
Znak 1 dywizji I Korpusu

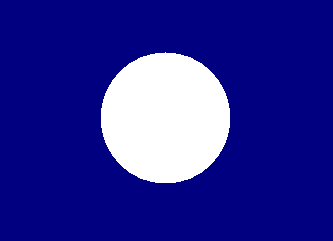
Znak 2 dywizji I Korpusu

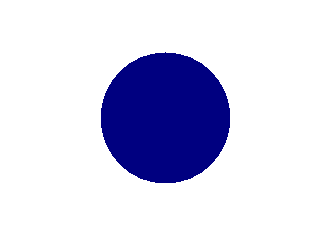
Znak 3 dywizji I Korpusu

I Korpus w Armii Potomaku został utworzony decyzją prezydenta Abrahama Lincolna 13 marca 1862. Składał się z trzech dywizji piechoty, dowodzonych przez generałów Kinga, George’a McCalla i Williama Franklina. Na czele całego korpusu stanął gen. mjr Irvin McDowell.
Początkowo korpus przeznaczony był do osłaniania stolicy państwa, Waszyngtonu, w czasie gdy reszta Armii Potomaku zaangażowana była w kampanie półwyspową. Jednak dość szybko dywizja Franklina została przerzucona tam i włączona w skład VI Korpusu. Jej miejsce w I Korpusie zajęła dywizja Rickettsa. W czerwcu 1862 roku do sił Unii ciągle walczących na półwyspie wysłano dywizję McCalla, lecz szybko powrócił on do reszty korpusu.
Następnie korpus został włączony w skład Armii Wirginii, dowodzonej przez gen. mjr. Johna Pope’a, przy czym nazwano go III Korpusem tej armii. Jak pozostałe jednostki Armii Wirginii wziął udział w II bitwie nad Bull Run (29–30 lipca 1862), tracąc 595 zabitych, 2853 rannych i 2021 zaginionych z 18 500 żołnierzy.
Po tej klęsce został odtworzony i ponownie włączony do Armii Potomaku (ze swoją dawną numeracją). Jego nowym dowódcą został gen. mjr Joseph Hooker, mając pod swoją komendą 3 dywizje (Hatcha, Rickettsa i Meade’a). Korpus walczył w bitwie pod South Mountain (14 września) oraz nad Antietam (16 września). W trakcie drugiej z tych batalii Hooker atakował pozycje korpusu gen. por. Jacksona i poniósł wysokie straty – 2500 zabitych i rannych, po czym powrócił na pozycje wyjściowe.
Kolejną bitwą na szlaku bojowym tego korpusu, na czele którego stanął kolejny nowy dowódca – gen. mjr  John Reynolds – była batalia pod Fredericksburgiem (11–15 grudnia). Poniesione wówczas w walce straty wyniosły 347 zabitych, 2429 rannych i 561 zaginionych. Po bitwie dywizja Meade’a musiała zostać wycofana w okolice Waszyngtonu, by uzupełnić swój stan liczebny. Nie wróciła już do reszty tego korpusu, a na jej miejscu pojawiła się dywizja Abnera Doubledaya, sformowana z nowych jednostek.
Reynolds dowodził korpusem również podczas kolejnej wielkiej bitwy, pod Chancellorsville (2–4 maja 1863). I Korpus nie został wówczas w pełni użyty w boju. Początkowo skierowany został wraz z VI Korpusem do pozorowanych działań pod miastem Fredericksburg, mających jedynie odwrócić uwagę konfederatów. Następnie został przerzucony do głównych sił armii, walczących wokół Chancellorsville, ale praktycznie nie wziął udziału w walce, pozostając w rezerwie. W trakcie całej bitwy I Korpus poniósł stosunkowo niewielkie straty, sięgające 300 ludzi.
W lecie 1863 roku, przed bitwą pod Gettysburgiem, korpus liczył 14 010 żołnierzy, podzielonych na 3 dywizje piechoty (Wadswortha, Robinsona i Doubledaya). Każda z nich obejmowała 2 lub 3 brygady, w skład których wchodziło od 3 do 6 pułków. Oprócz tego istniała jeszcze brygada artylerii w sile 5 baterii (22 działa). Spośród tych jednostek szczególna sławą wyróżniała się tzw. Żelazna Brygada, składająca się z pułków z Wisconsin, Indiany oraz Michigan (zob. Skład armii Unii pod Gettysburgiem).
W kampanii gettysburskiej I Korpus, wraz z XI i XII, stanowił lewą flankę Armii Potomaku, dowodzoną przez Reynoldsa. Jako pierwszy z nich trzech dotarł pod Gettysburg i wziął na siebie ciężar walki w pierwszym dniu bitwy (1 lipca). Już na samym początku batalii zginął Reynolds i dowództwo nad korpusem przejął Doubleday. Jego podkomendni kolejno bronili pasm wzgórz położonych na zachód od miasta (Wzgórza Mc Phersona i Grzbiet Seminaryjny). Jednak w trakcie zaciekłej walki korpus został praktycznie rozbity przez przeważające liczebnie oddziały konfederackie z II i III Korpusu Armii Północnej Wirginii. Po około sześciu godzinach walki Doubleday, wraz z resztkami swoich oddziałów (i jednostkami XI Korpusu), musiał wycofać się na południe od Gettysburgu i zająć pozycję na Wzgórzu Cmentarnym.
Następnego dnia, 2 lipca, po dotarciu kolejnych jednostek Armii Potomaku, głównodowodzący armii Meade, zastąpił Doubledaya gen. mjr Johnem Newtonem (dowódcą jednej z dywizji VI Korpusu). Ta decyzja była zapewne wynikiem niezadowolenia Meade’a z efektów dowodzenia Doubledaya. Przez resztę bitwy większość jednostek z I Korpusu zajmowała część Wzgórza Cmentarnego i obszar łączący je ze Wzgórzem Culpa. Wyjątek stanowiła dywizja Doubledaya, która 2 lipca została przesunięta na Grzbiet Cmentarny, by wspomóc walczące tam oddziały federalne. Trzeciego dnia bitwy wchodzące w jej skład brygada Stannarda, która odegrała znaczącą rolę w powstrzymaniu konfederackiego ataku na centrum armii (tzw. szarża Picketta).
Łącznie w ciągu bitwy korpus stracił około 6000 ludzi (zabitych, rannych i zaginionych). Większość tych strat została poniesiona w pierwszym dniu batalii. Wtedy to też, w ręce konfederatów wpadł sztandar korpusu
Newton pozostał na czele korpusu  w trakcie kolejnej kampanii i bitwy pod Mine Run (27 listopada – 2 grudnia).
Ostatecznie, z racji poniesionych strat, I Korpus został rozformowany 24 marca 1864. Uszczuplone jednostki, które do tej pory wchodziły w jego skład, zostały zreorganizowane. Stworzono z nich 2 dywizje, które następnie włączono do V Korpusu.

## Dowódcy I Korpusu
| Imię i nazwisko    | Okres sprawowania dowództwa         |
| ------------------ | ----------------------------------- |
| Irvin McDowell     | 13 marca 1862 – 4 kwietnia 1862     |
| Irvin McDowell     | 26 czerwca 1862 – 5 września 1862   |
| James B. Ricketts  | 5 września 1862 – 6 września 1862   |
| Joseph Hooker      | 6 września 1862 – 12 września 1862  |
| Joseph Hooker      | 12 września 1862 – 17 września 1862 |
| George G. Meade    | 17 września 1862 – 29 września 1862 |
| John F. Reynolds   | 29 września 1862 – 2 stycznia 1863  |
| James S. Wadsworth | 2 stycznia 1863 – 4 stycznia 1863   |
| John F. Reynolds   | 4 stycznia 1863 – 1 marca 1863      |
| James S. Wadsworth | 1 marca 1863 – 9 marca 1863         |
| John F. Reynolds   | 9 marca 1863 – 1 lipca 1863         |
| Abner Doubleday    | 1 lipca 1863 – 2 lipca 1863         |
| John Newton        | 2 lipca 1863 – 12 marca 1864        |
| James S. Wadsworth | 12 marca 1864 – 14 marca 1864       |
| John Newton        | 14 marca 1864 – 24 marca 1864       |